# 政权还俗主义
政权还俗主义（法語：Laïcisme）是指国家在将宗教可见性排除在公共领域之外方面发挥更积极作用的政策和原则。一词由法国教育家、后来的诺贝尔和平奖获得者费迪南·比松于1871年创造，他提倡无宗教信仰的学校课程。
法国世俗主义被描述为政权还俗主义的一种形式。

## 历史
“政权还俗主义”一词兴起于19世纪的法国，代表一种反教权立场，反对教会对法国国家事务产生任何影响但不反对基督教本身。1894年，德雷福斯事件在法国爆发。国内政治动荡、潜在的反犹太主义以及教权复原主义者试图施加影响导致了该国多年的社会分裂。在外交政策方面，法国与梵蒂冈于1904年断绝外交关系。直到1921年才恢复。在国内，1905年有关教会与国家分离的法律生效，时任副总理、后来的总理阿里斯蒂德·白里安特别致力于推动该法的通过。这是比松所创立原则的首次具体应用。一词最早出现在1946年宪法中。其第一条写道：“法国是一个不可分割的、世俗的、民主的、社会的共和国”（法語：La France est une République indivisible, laïque, démocratique et sociale）。